# Pedro Aguilar
Pedro "Cuban Pete" Aguilar (Puerto Rico, 14 juni 1927 – Miami, 13 januari 2009) was een Puerto-Ricaans danser. Hij werd door Life en Tito Puente de "grootste mambodanser aller tijden" genoemd. Zijn bijnaam  kreeg hij in 1949  naar de klassieke mambosong Cuban Pete van  Desi Arnaz. In het tijdperk van de mambo won Aquilar vele prijzen voor Latijns-Amerikaanse dans, samen met zijn danspartner Millie Donay. Ook later bleef hij actief als beroepsdanser, trainde ploegen voor wedstrijden en was jurylid bij verschillende Latijns-Amerikaanse dansmanifestaties. 
In  2007 kreeg  hij samen met Barbara Craddock de "Latin Jazz USA Lifetime Achievement Award". Hiermede werden zij de eerste Latijns-Amerikaanse dansers die deze onderscheiding verwierven.